# Oxygymnocypris stewartii
Oxygymnocypris stewartii és una espècie de peix cipriniforme de la família dels ciprínids.

## Morfologia
- Els mascles poden assolir 42,8 cm de longitud total.[2][3]

## Hàbitat
És un peix d'aigua dolça i de clima subtropical.

## Distribució geogràfica
Es troba a Àsia: riu Brahmaputra al Tibet.